# Allobaculum
Allobaculum è un genere di batterio appartenente alla famiglia delle Mycoplasmataceae.